# Schizocosa bilineata
Schizocosa bilineata är en spindelart som först beskrevs av James Henry Emerton 1885.  Schizocosa bilineata ingår i släktet Schizocosa och familjen vargspindlar. Inga underarter finns listade i Catalogue of Life.